# Le Petit Locataire
Pour plus de détails, voir Fiche technique et Distribution.
Le Petit Locataire est une comédie française réalisée par Nadège Loiseau, sortie en 2016.

## Synopsis
Nicole, bientôt cinquante ans, découvre que les symptômes qu'elle présente ne sont pas ceux de la ménopause, mais bien d'une vraie grossesse.

## Fiche technique
- Titre : Le Petit Locataire
- Réalisation : Nadège Loiseau
- Scénario : Fanny Burdino, Julien Guetta, Nadège Loiseau et Mazarine Pingeot
- Musique : Guillaume Loiseau
- Montage : Frédéric Baillehaiche
- Photographie : Julien Roux
- Décors : Pierre du Boisberranger
- Costumes : Anne-Laure Nicolas
- Production : Toufik Ayadi, Christophe Barral et Sylvie Pialat
  - Production associée : Benoît Quainon
- Sociétés de production : France 2 Cinéma et Auvergne-Rhône-Alpes Cinéma, en association avec les SOFICA Cinéventure 1 et Indéfilms 5
- Sociétés de distribution : BAC Films et Diaphana Distribution
- Pays de production :  France
- Durée : 99 minutes
- Genre : comédie
- Dates de sortie :
  - France : 28 août 2016 (Festival du film francophone d'Angoulême, sous le titre Le Locataire[1]) ; 16 novembre 2016 (sortie nationale)
  - Suisse romande : 16 novembre 2016
  - Belgique : 23 novembre 2016

## Distribution
- Karin Viard : Nicole Payan
- Philippe Rebbot : Jean-Pierre Payan
- Hélène Vincent : Mamillette, la mère de Nicole
- Manon Kneusé : Arielle Payan, la fille ainée
- Antoine Bertrand : Toussaint, le confident ambulancier de Nicole
- Stella Fenouillet : Zoé Payan, la fille d'Arielle
- Raphaël Ferret : Vincent Payan, le fils sous-marinier
- Côme Levin : Damien, le collègue de Nicole
- Grégoire Bonnet : docteur Gentil
- Nadège Beausson-Diagne : Jackie, la coach de Jean-Pierre
- Bertrand Constant : le commandant en second
- Hyam Zaytoun : la directrice de l'école
- Alexandra Cismondi : agent d'accueil hôpital